# حیران (آستارا)
حیران نام یک منطقه ییلاقی در شهرستان آستارا واقع در استان گیلان است. این منطقه ییلاقی در فاصله ۳۰ کیلومتری شهر آستارا قرار دارد. حیران از سه روستای حیران سفلی، حیران وسطی و حیران علیا تشکیل شده است. منطقه حیران از توابع شهرستان مرزی بندر آستارا در منتهی‌الیه غرب استان گیلان با ۲۲۰۰ هکتار مساحت است که از این میزان ۱۲۰۰ هکتار به مستثنیات اشخاص و ۱۰۰۰ هکتار به منابع ملی تعلق دارد. مردم این دهستان به زبان تالشی صحبت می‌کنند.

## نام گذاری
حیران عربی شده واژه تالشی «هیران» است. هیران در زبان تالشی به معنای مکان ابر و مه می‌باشد. «هیر» یا «هر» در زبان تالشی به معنی ابر و مه است و «ان» پسوند مکان است. یکی از ویژگی‌های گردنه حیران نیز مه آلودگی هوا در بیشتر اوقات سال است.

## جمعیت
به دلیل ییلاقی بودن منطقه، ساخت بناهای ویلایی در سال‌های اخیر چشمگیر بوده است. به‌طوری که در طول فصول گرم سال جمعیت این روستا به بیش از ۲۰۰۰ نفر می‌رسد اما جمعیت ثابت آن در حدود ۳۰۰ نفر می‌باشد؛ که به شغل کشاورزی مشغول بوده و در طول سال مخصوصاً بهار و تابستان، رستوران‌ها و مغازه‌هایی را در کنار جاده برای کسب و کار باز می‌کنند.
منطقه حیران از یک سو مشرف به کوه‌هایی است که پوشیده از جنگل‌های انبوه است و از سوی دیگر مشرف به دره‌ای نه چندان عمیق است که از میان آن رود آستارا، آقچای عبور می‌کند که این رود مرز ایران و کشور آذربایجان را تعیین می‌کند.
این روستا به دلیل زیبایی طبیعی آن، به عنوان یکی از منطقه‌های نمونه گردشگری در ایران به‌شمار می‌رود و با توجه به شرایط آب و هوایی مناسب در سالیان اخیر، مورد توجه گردشگران قرار گرفته و ساخت و ساز بناهای تفریحی و گردشگری در آن افزایش یافته است.

## گردنه
گردنه حیران از مهم‌ترین جاذبه‌های گردشگری این روستا است که در مسیر راه ارتباطی آستارا - نمین قرار گرفته است. این گردنه که به همراه روستای ونه‌بین، حاجی امیر بالا و حاجی امیر پایین از مناطق حفاظتی سیاسی و جغرافیایی استان گیلان می‌باشد، از یک طرف مشرف به کوه‌هایی است که پوشیده از جنگل‌های انبوه است و از سویی مشرف به دره‌ای نه چندان عمیق که از میان آن آستارا رود عبور می‌کند. این رود تعیین‌کننده مرز استان گیلان ایران و جمهوری آذربایجان است.
این گردنه در بیشتر زمانها در زیر پوششی از مه قرار دارد و از نظر طبیعی دره‌ها و کوهپایه‌های آن، پوشیده از گل‌ها و گیاهان جنگلی و مرتعی هستند. با این وجود این گردنه چندان مرتفع نیست و ارتفاع بلندترین نقطهٔ آن از سطح آبهای آزاد تنها حدود ۱۵۰۰ متر است؛ در واقع علت اصلی مه تقریباً دائمی گردنهٔ حیران رطوبت دریای خزر است، نه ارتفاع زیاد این گردنه.

### حادثه خیزی
این گردنه یکی از حادثه خیزترین جاده‌های کشور است.

## نگارخانه

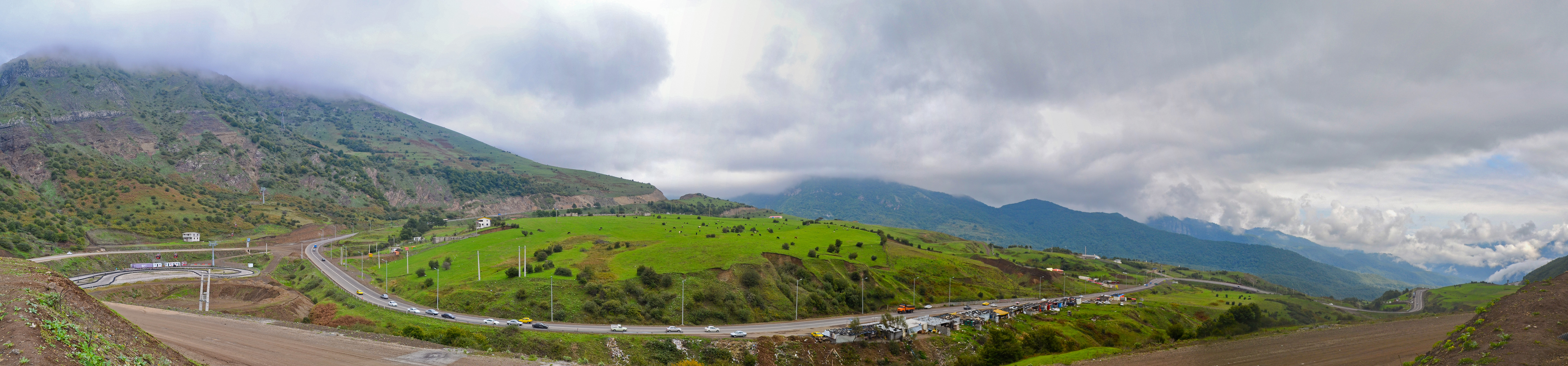
تصویر گردنه حیران از محوطه تله‌کابین
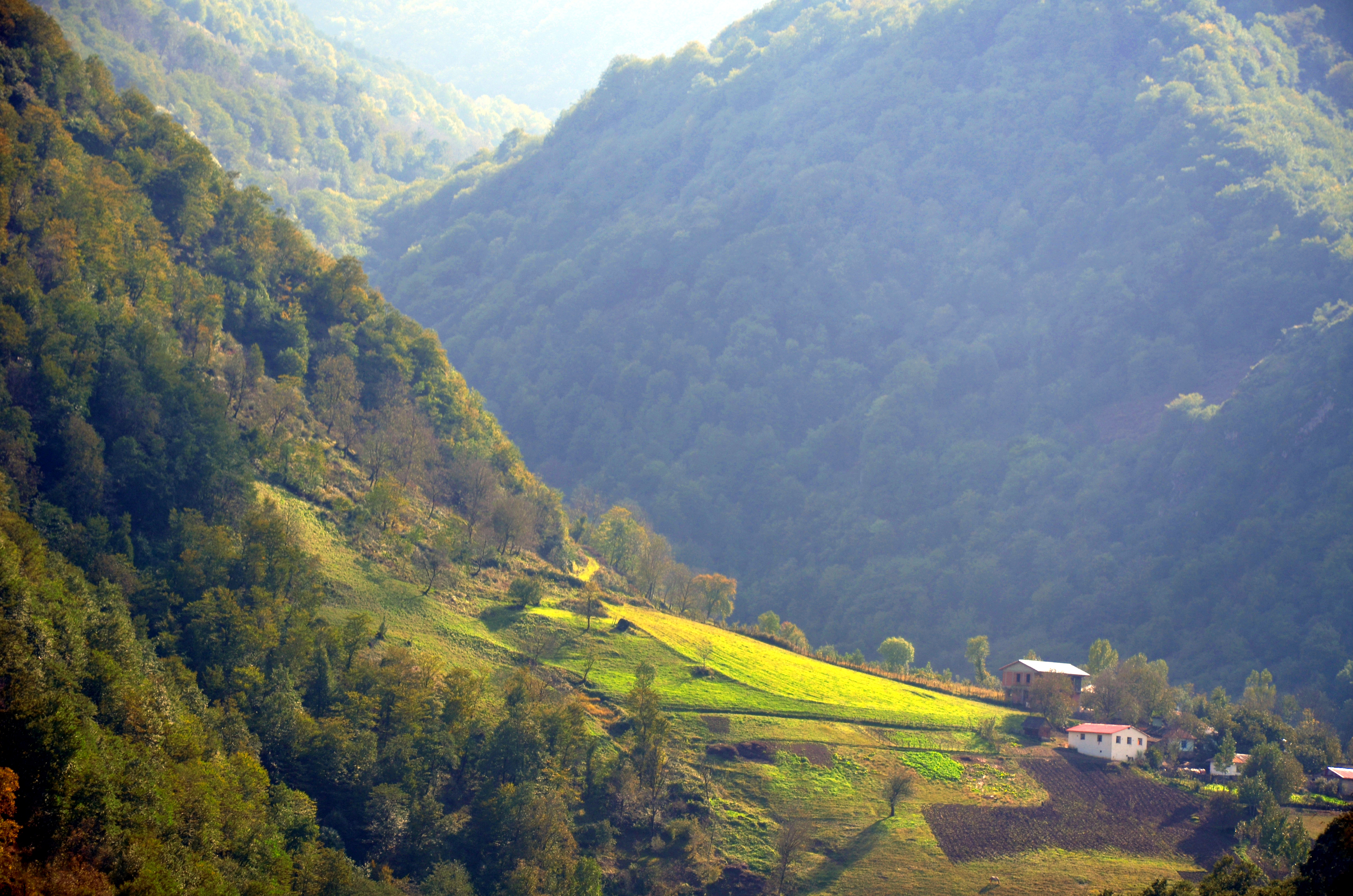
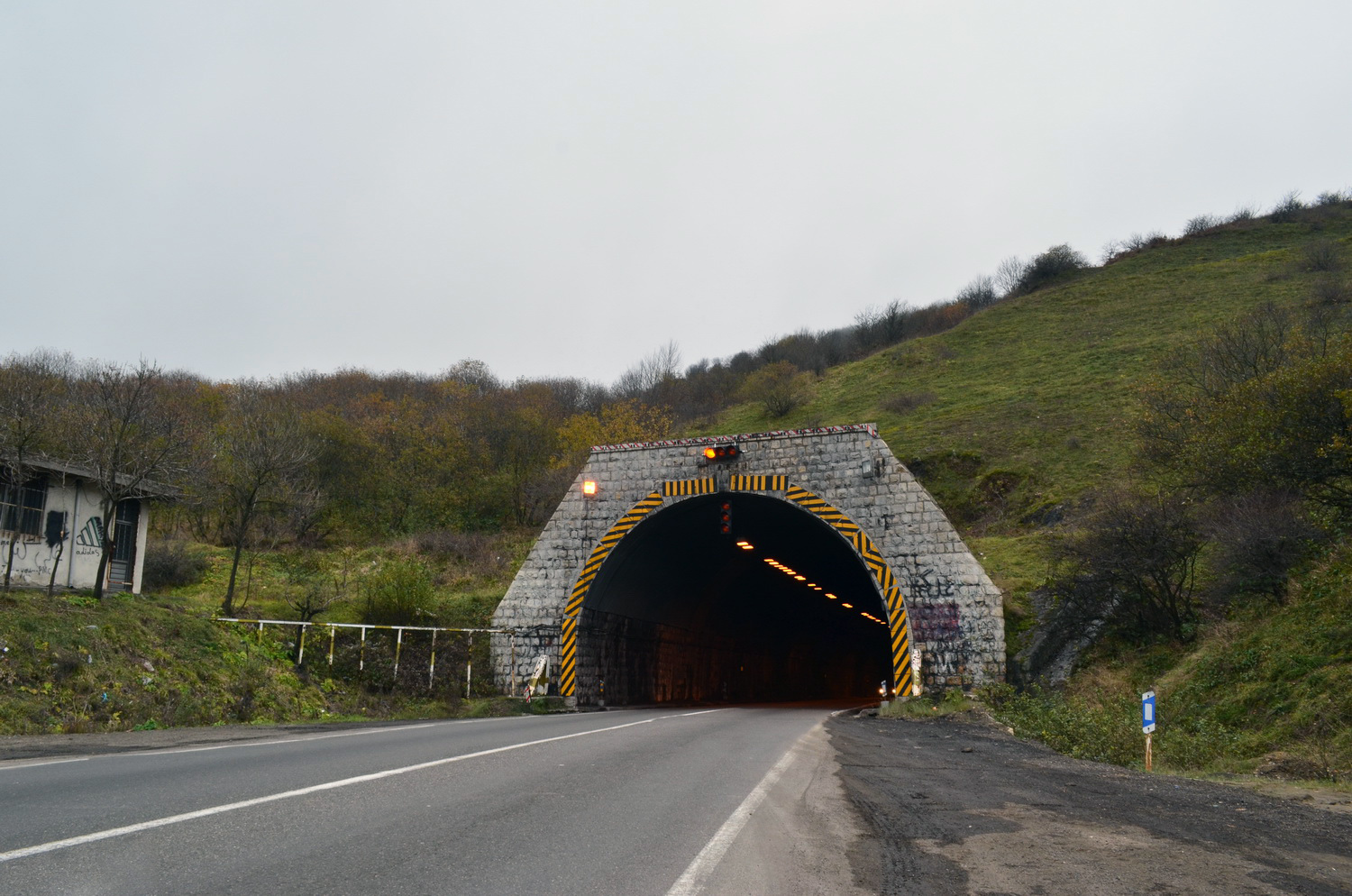
تونل گردنه حیران

## منطقه نمونه گردشگری
وضعیت امکانات و تسهیلات تفریحی و گردشگری این منطقه که دارای مناظر بکر طبیعی می‌باشد. اداره کل میراث فرهنگی و گردشگری استان گیلان امکانات تفریحی و گردشگری را ایجاد کرده و در سال ۱۳۹۰ با راه‌اندازی تله کابین حیران، سورتمه، زیپ لاین و پیست کارتینگ، موجب توسعه و افزایش بیش از بیش صنعت گردشگری در استان گیلان و شهرستان مرزی نمین شده است، را می‌توان نام برد.

## محصولات کشاورزی
این منطقه محل کشت محصولات کشاورزی نظیر فندق و ذرت می‌باشد.

## جشنواره گیاهان دارویی
برای نخستین بار جشنواره گیاهان دارویی (گل گاوزبان و …) در دهکده گردشگری حیران آستارا با حضور استاندار گیلان برگزار شد.

## زمین‌خواری
صفر نعیمی نماینده دوره نهم حوزه انتخابیه آستارا در مجلس در گفتگوی ویژه خبری شبکه دو سیما با انتقاد از نماینده اردبیل کمال‌الدین پیرموذن و دولت احمدی‌نژاد را متهم به زمین‌خواری در منطقه حیران کرد که با واکنش پیرموذن روبرو گردید. و منجر به ایجاد درگیری لفظی بین نماینده آستارا و اردبیل در مجلس گردید، بگونه‌ای که معاون اول رئیس‌جمهوری اسحاق جهانگیری و دادستان کل کشور رئیسی برای بررسی وارد این پرونده شدند. رئیسی مدعی برخورد قاطع با متخلفان شده است. فردای آن روز ماجرای زمین‌خواری تیتر اول روزنامه‌های جمهوری اسلامی، آرمان، شهروند و شرق شد. بلافاصله نجفی استاندار گیلان، خبر از تخریب سازه‌های غیرمجاز در گردنه حیران و تشکیل کمیته ویژه برای مقابله با زمین خواری در این منطقه خبر داد. تعیین مرز عرصه‌های منابع طبیعی حیران با هدف جلوگیری از تجاوز افراد سودجو به اراضی ملی حیران صورت پذیرفت.